# Terang
Terang è una località australiana situata nella Contea di Corangamite dello stato federato del Victoria.